# Antônio Cançado
Antônio Augusto Cançado Trindade (Belo Horizonte, 17 september 1947 – Brasilia, 29 mei 2022), was een Braziliaans hoogleraar en rechter.
Cançado doceerde rechtsgeleerdheid aan een aantal hogeronderwijsinstellingen en was hoogleraar aan met name de Universiteit van Brasilia, de Universiteit Utrecht en de Haagsche Academie voor Internationaal Recht. Hij was lid van het Internationaal Instituut voor Humanitair Recht in San Remo.
Van 1995 tot 2006 was hij rechter en enkele jaren president van het Inter-Amerikaans Hof voor de Mensenrechten. In 2009 trad hij toe als rechter van het Internationaal Gerechtshof in Den Haag, waar hij in 2018 tot een tweede termijn werd verkozen.

## Levensloop
Cançado studeerde vanaf 1964 rechtsgeleerdheid aan de Federale Universiteit van Minas Gerais en slaagde daar in 1969 als Bachelor of Laws. Hij studeerde door in internationaal recht aan de Universiteit van Cambridge in Engeland. Hier verwierf hij zijn titel meester in de rechten in 1973 en Doctor of Philosophy in 1977, met het proefschrift Developments in the Rule of Exhaustion of Local Remedies in International Law.
Vanaf 1978 was hij hoogleraar in internationaal publiekrecht aan de Universiteit van Brasilia. Verder heeft hij onderwezen aan onder meer het Rio Branco-instituut, het International Institute of Human Rights dat werd opgericht door Nobelprijswinnaar René Cassin en het Institut des hautes études internationales dat onderdeel uitmaakt van de Universiteit van Parijs II. Ook gaf hij les aan de Haagsche Academie voor Internationaal Recht en was daar ook lid van het curatorium. Verder was hij hoogleraar mensenrechten aan de Universiteit Utrecht.
Van 1985 tot en met 1990 werkte hij daarnaast voor het Ministerie van Buitenlandse Zaken als juridisch adviseur. Naast het Portugees sprak hij vloeiend Engels, Frans en Spaans en verstond hij Italiaans en Duits.
Van 1995 tot en met 2006 was hij rechter voor het Inter-Amerikaans Hof voor de Mensenrechten, waaronder van 1999 tot 2004 de president van het Hof. Van 2009 tot zijn overlijden in 2022 was hij rechter voor het Internationale Gerechtshof in Den Haag. Hij overleed op 74-jarige leeftijd.

## Erkenning
Bij het behalen van zijn Bachelor of Laws ontving Cançado een eerste prijs in burgerlijk recht. Verder werd hij opgenomen in de Orde van Verdienste van Peru en de Orde van Verdienste van Rio Branco uit Brazilië, werd hij uitgeroepen tot ereburger van Cuiabá en ontving hij een groot aantal andere onderscheidingen.
Verder werden eredoctoraten toegekend door de Centrale Universiteit van Chili, de Nationale Universiteit van La Plata in Argentinië, de Amerikaanse Universiteit in Paraguay en de Pauselijke Katholieke Universiteit van Peru. Daarnaast kenden de Universiteit van de Rosario in Colombia en de Universiteit San Marcos in Peru hem ieder een ereprofessoraat (professor honoris causa) toe.
- Bibsys: 90236324
- Biblioteca Nacional de España: XX1582462
- Bibliothèque nationale de France: cb12311535f (data)
- Catàleg d'autoritats de noms i títols de Catalunya: 981058508987506706
- CiNii: DA01586718
- Gemeinsame Normdatei: 126791309
- International Standard Name Identifier: 0000 0001 0932 5678
- Library of Congress Control Number: n85046186
- Nationale Bibliotheek van Letland: 000278678
- Nationale Bibliotheek van Tsjechië: mub2011664738
- Nationale Bibliotheek van Israël: 987007452456405171
- Nederlandse Thesaurus van Auteursnamen: 069881936
- Réseau des bibliothèques de Suisse occidentale: 02-A000163774
- Système universitaire de documentation: 067005446
- Virtual International Authority File: 61614044
- WorldCat: E39PBJmXHXbTXFT6mrxFFYM3wC